# (8081) Leopardi
(8081) Leopardi est un astéroïde de la ceinture principale.

## Description
(8081) Leopardi est un astéroïde de la ceinture principale. Il fut découvert le 17 février 1988 à Bologne par l'observatoire San Vittore. Il présente une orbite caractérisée par un demi-grand axe de 2,32 UA, une excentricité de 0,17 et une inclinaison de 12,3° par rapport à l'écliptique.

## Compléments